# 中寮 (南投縣大字)
中寮，原寫為中藔，是臺灣南投縣中寮鄉的一個傳統地域名稱，位於該鄉中部。相較於今日行政區，其範圍大致包括中寮村、廣福村、復興村。

## 歷史
台灣清治末期至日治初期，中寮地區為一街庄，稱為「中藔庄」，隸屬於南投堡。該庄西北與分水藔庄為鄰，北與龍眼林庄為鄰，東及南為鄉親藔庄，西南邊為後藔庄，西邊為二重溪庄。
1901年（日治明治三十四年）11月，全台廢縣廳改設二十廳，該庄隸屬於南投廳。1903年（明治三十六年）6月，該庄編入「八杞仙區」，隸屬於南投廳。1909年（明治四十二年）10月，合併二十廳為十二廳，八杞仙區仍隸屬於南投廳。1920年（大正九年），全台地方制度大改正，廢十二廳改設五州二廳，該庄改制並雅化為「中寮」大字，隸屬於臺中州南投郡中寮庄。
戰後中寮庄改制為中寮鄉，隸屬於臺中縣，大字亦改制為村。1950年10月，中、彰、投分治，中寮鄉改隸屬南投縣。

## 聚落
本地區發展較早的聚落有倒樟、六藔（鹿寮）、中藔、東勢閣(水閣)、十八甲藔等，在日治期初期的官方地圖上已有記載。此外，本地區尚有水尾、公館崙、後湖坑、內城、番仔寮坑、長瀨、山欉坑、鹿寮坑、頂十八股寮、風櫃嶺、暗坑、雙坑、二十份等聚落。

## 交通
縣道139號（永平路）是彰化至鹿谷初鄉的道路，大致以西南—東北走向由本地區西部邊界南側入境後，轉東北東再轉東南東再轉東南沿平林溪南岸蜿蜒而行，其後轉東南東於本地區西南部凸出部分東側邊界跨越平林溪橋出境。由該道路向西南轉西北可前往南投、芬園與員林／大村／花壇交界地帶、花壇與彰化交界地帶、彰化市區並止於省道台1線路口；向東南東可前往中寮市區（位於鄉親寮）、集集、鹿谷並止於縣道151號路口。
鄉道投17線（鄉林巷）是青仔宅至中寮的道路，大致以東北—西南走向由本地區北部邊界西側入境，其後繞大彎轉東南蜿蜒而行，至東勢閣溪支流右岸轉南南西沿溪谷蜿蜒而行，至平林溪北岸轉南南東再轉東南東，再繞彎道轉南再轉東南於本地區南部邊界中央偏西出境。由該道路向東北經分水寮東南端可前往龍眼林西部、分水寮東北角、坪頂、南埔並止於省道台14線路口；向東南可前往鄉親寮聚落並止於縣道139號路口。

## 學校
- 廣福國小